# Phanerochaete cordylines
Phanerochaete cordylines är en svampart som först beskrevs av Gordon Herriot Cunningham, och fick sitt nu gällande namn av Harold H. Burdsall 1985. Phanerochaete cordylines ingår i släktet Phanerochaete och familjen Phanerochaetaceae.   Inga underarter finns listade i Catalogue of Life.